# Miles Davis Quintet
Miles Davis Quintet je bila ameriška jazz zasedba, ki je obstajala med letoma 1955 in 1969, vodil pa jo je Miles Davis. Kvintet je pogosto spreminjal svojo zasedbo. V času delovanja kvinteta sta z bolj ali manj konstantno zasedbo obstajala dva kvinteta: First Great Quintet (Prvi veliki kvintet) med letoma 1955 in 1958 in Second Great Quintet (Drugi veliki kvintet) od konca leta 1964 do začetka leta 1969. Davis je edini, ki je igral v vseh zasedbah.

## Prvi veliki kvintet/sekstet: 1955–1958
Poleti 1955 je Davis nastopil na Newport Jazz Festivalu, kjer mu je izvršni direktor založbe Columbia Records, George Avakian, ponudil pogodbo z založbo, če bi ustanovil konstantno zasedbo. Davis je prvo zasedbo kvinteta ustanovil julija v jazzovskem klubu Café Bohemia s Sonnyjem Rollinsom na tenorskem saksofonu, Redom Garlandom na klavirju, Paulom Chambersom na basu in Phillyjem Joejem Jonesom na bobnih. Do jeseni je zasedbo zapustil Rollins, ki se je pričel zdraviti za odvisnost od heroina in se je konec istega leta pridružil hard bop kvintetu, ki sta ga vodila Clifford Brown in Max Roach.
Na priporočilo bobnarja Jonesa, je Davis Rollinsa zamenjal z Johnom Coltranom in s tem začel partnerstvo, ki je trajalo pet let, s tem pa je bila dokončno osnovana prva zasedba kvinteta. Leta 1958 je Davis razširil kvintet v sekstet in vanj povabil Cannonballa Adderleyja na altovskem saksofonu. Z Adderleyjevim prihodom je postala ena najprepoznavnejših hard bop zasedb, poleg Brown-Roach Quinteta in zasedbe Jazz Messengers, Arta Blakeyja. Kvintet in kasneje sekstet, je za založbo Columbia Records posnel albume Round About Midnight, Milestones, in izvedel maratonska snemanja za Prestige Records, katerih posnetki so v petih albumih izšli v setu The Legendary Prestige Quintet Sessions.
V sredini leta 1958 je Garlanda na klavirju zamenjal Bill Evans, Jonesa pa je na bobnih zamenjal Jimmy Cobb. Evans je pri Davisu ostal le okrog šest mesecev, konec leta 1958 pa ga je zamenjal Wynton Kelly. Zasedba z Davisom, Coltranom, Adderleyjem ter Evansom, ki se je vrnil za snemanje, je posnela album Kind of Blue, ki velja za "enega najpomembnejših, vplivnih in popularnih albumov v jazzu". Septembra 1959 je sekstet zapustil Adderley, da bi nadaljeval s solo kariero. Coltrane je kvintet zapustil spomladi 1960. Po kratkotrajnih obdobjih Jimmyja Heatha in Sonnyja Stitta, je v zasedbi, ki so jo sestavljali Davis, Kelly, Chambers in Cobb, med letoma 1961 in 1962 mesto tenorskega saksofonista zasedel Hank Mobley.
Dve ritem sekciji Davisovega kvinteta sta postali slavni tudi po odhodu od Davisa. Garland, Chambers in Jones so kot ritem sekcija posneli album Art Pepper meets The Rhytm Section in Rollinsov album Tenor Madness, Kelly, Chambers in Cobb pa so koncertirali in snemali kot trio pod Kellyjevim imenom, pojavili pa so se tudi na albumih Coltrane Jazz, debitantskem albumu Waynea Shorterja, Full House in Smokin' at the Half Note, ki ju je posnel Wes Montgomery. Kelly-Chambers-Cobb trio je sodeloval tudi pri snemanju albuma Gettin' Together Arta Pepperja.

## Drugi veliki kvintet: 1964–1968
Do konca leta 1962 so Mobley, Kelly, Chambers in Cobb zapustili Davisa, on pa se je trudil ponovno sestaviti stalno zasedbo. Do pozne pomladi je Davis oblikoval ritem sekcijo drugega velikega kvinteta s Herbiejem Hancockom za klavirjem, Ronom Carterjem na basu in "čudežnim dečkom" Tonyjem Williamsom na bobnih. Sprva sta se na tenorskem saksofonu izmenjala George Coleman in Sam Rivers, dokončno pa je bil kvintet oblikovan konec leta 1964, ko se je pridružil tenorski saksofonist Wayne Shorter.
Igralni stil, ki ga je gojil Drugi veliki kvintet je bil s strani Davisa pogosto opisan kot "time, no changes", z vkorporiranimi elementi free jazza brez popolne predaje k pristopu, kar je vsem petim članom kvinteta omogočalo enakovredno prispevanje k zvoku zasedbe. Zasedba je posnela albume E.S.P., Miles Smiles, Sorcerer, Nefertiti, Miles in the Sky in Filles de Kilimanjaro ter živi set The Complete Live at the Plugged Nickel 1965, ki je bil s strani knjige The Penguin Guide to Jazz ovrednoten kot vrhunec ustvarjanja zasedbe.
Ko se je Davis konec 60. let pričel vse bolj zanimati za rock, soul in funk je kvintet pričel razpadati. Carter je odšel med snemanjem albuma Filles de Kilimanjaro, Williams pa je Davisa zapustil v začetku leta 1969 in ustanovil svojo zasedbo Tony Williams Lifetime, vseeno pa je z Davisom posnel revolucionarni album In a Silent Way. Davis je s svojimi inovacijami jazz fusiona nadaljeval z naslednjim albumom Bitches Brew in naslednjimi albumi v 70. letih. Kot rezultat tega je kvintet dokončno razpadel, vseeno pa je Hancock občasno še sodeloval pri Davisovih snemanjih in se pojavil na albumih Jack Johnson, On the Corner in Get Up with It. Instrumentalisti s projektov In a Silent Way in Bitches Brew so v 70. letih ustanovili svoje jazz fusion skupine: Shorter in Joe Zawinul sta ustanovila Weather Report, John McLaughlin in Billy Cobham Mahavishnu Orchestra, Hancock in Bennie Maupin The Headhunters, Chick Corea in Lenny White pa sta ustanovila Return to Forever.
Založba Columbia/Legacy Recordings je izdala kolekcijo še neizdanih skladb Freedom Jazz Dance: The Bootleg Series Vol. 5,, ki jih je med letoma 1966 in 1968 posnel drugi veliki kvintet.

## Zasedbe

### Prvi veliki kvintet (1955-58)
- Miles Davis — trobenta
- John Coltrane — tenorski saksofon
- Red Garland — klavir
- Paul Chambers — bas
- Philly Joe Jones — bobni

Od leta 1958 do 1959 je zasedba delovala kot sekstet Cannonball Adderley — altovski saksofon

### Drugi veliki kvintet (1964-68)
- Miles Davis — trobenta
- Wayne Shorter — tenorski saksofon
- Herbie Hancock — klavir
- Ron Carter — bas
- Tony Williams — bobni